# Rhaphidostichum piliferoides
Rhaphidostichum piliferoides är en bladmossart som beskrevs av J. Fröhlich 1962. Rhaphidostichum piliferoides ingår i släktet Rhaphidostichum och familjen Sematophyllaceae. Inga underarter finns listade i Catalogue of Life.